# Transmyokardiální laserová revaskularizace

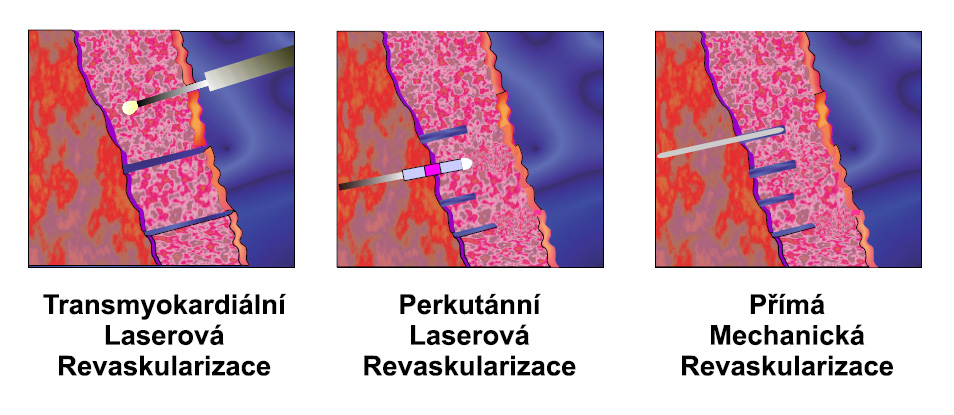
Porovnání operativního přístupu revaskularizačních metod

Transmyokardiální laserová revaskularizace (TMLR) je jednou z alternativních metod léčení jinak neovlivnitelné anginy pectoris (projev ischemické choroby srdeční). Principem této metody je pomocí laserových impulsů vytvořit v oblasti levé srdeční komory kanálky, jež by obnovily přísun krve přímo z komory do postižené srdeční tkáně. Metoda zatím není obecně přijímaná, zvýšení kvality života je minimální